# Urozelotes kabenge
Espèce
Urozelotes kabenge est une espèce d'araignées aranéomorphes de la famille des Gnaphosidae.

## Distribution
Cette espèce est endémique de Zambie.

## Publication originale
- FitzPatrick, 2005 : Three new species of zelotine spiders from Africa (Araneae: Gnaphosidae). Arnoldia Zimbabwe, vol. 10, p. 235-241.